# 呂舍茨
呂舍茨是瑞士的城鎮，位於該國中西部，由伯恩州負責管轄，面積5.46平方公里，海拔高度442米，2011年人口526，七成半人口信奉基督教，人口密度每平方公里96人。